# Макеевский металлургический комбинат
Маке́евский металлурги́ческий комбина́т им. С. М. Кирова — ранее крупный металлургический конгломерат в Донецкой области (город Макеевка), крупнейшее металлургическое предприятие СССР довоенного времени.
По своей площади занимает значительную часть территории Макеевки (бо́льшую часть Кировского района и часть других). В 1960-е годы Макеевский металлургический комбинат, который был полностью реконструирован во второй пятилетке, выпускал чугуна столько, сколько давала Польша и Италия, вместе взятые.
На текущий момент большая часть цехов закрыта (мартеновский, доменный, прокатный № 1, литейный, копровый, ЦЗЛ, ЦЛАМ и другие), а предприятие влилось в состав Енакиевского металлургического завода и имеет название «Макеевский филиал Енакиевского металлургического завода», количество сотрудников — около 1000 человек. Основная продукция — арматура, катанка 5,5—12,5 мм, уголок. Действующие цеха:
- цех прокатного передела ЦПП, ранее Прокатный цех № 2 (проволочный стан 150, мелкосортный стан 390);
- вальцетокарный цех;
- кислородный цех и другие вспомогательные.

## История комбината

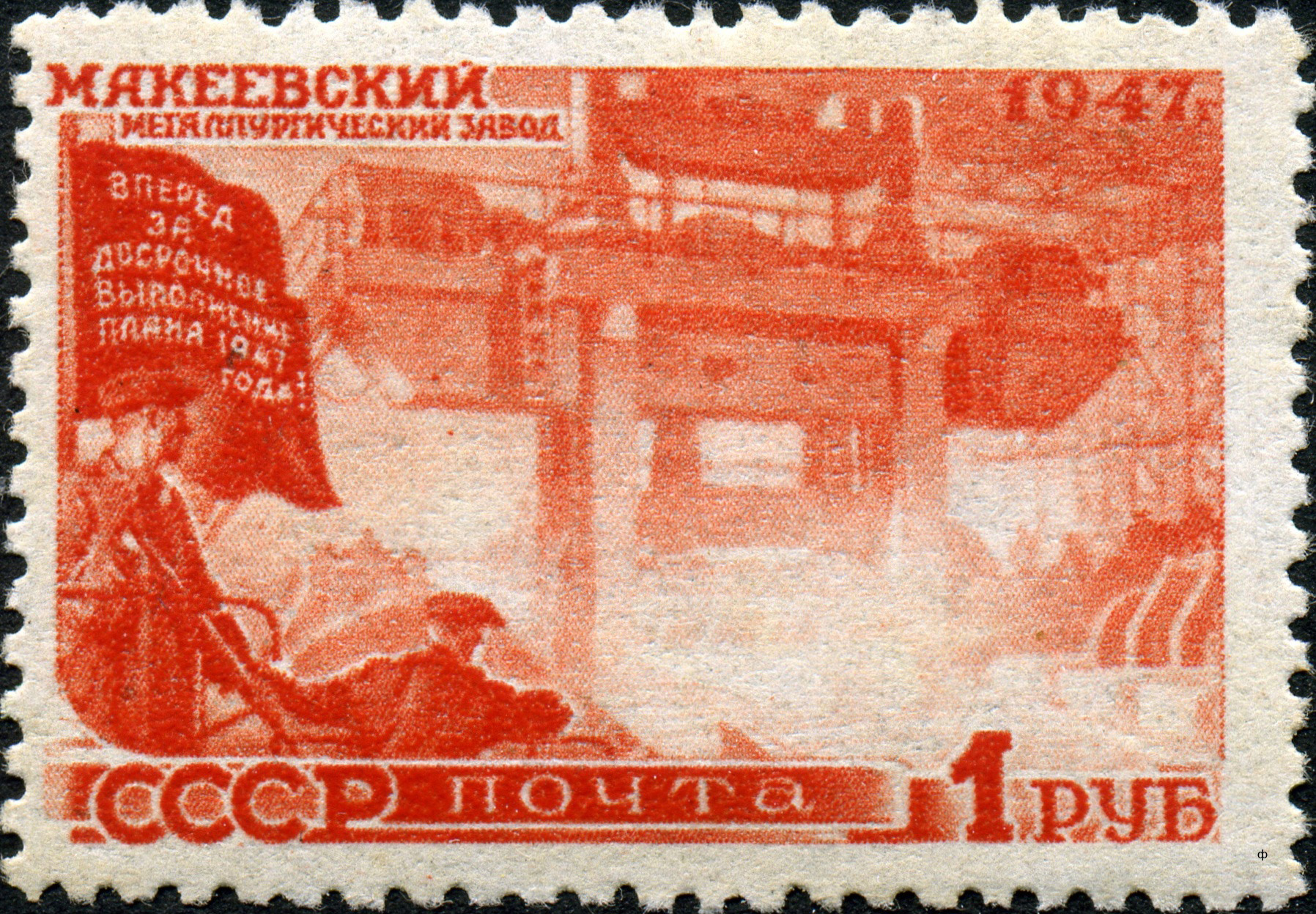
Почтовая марка СССР, 1947 год

В результате социалистической индустриализации Макеевский комбинат стал крупнейшим металлургическим предприятием СССР и к 1941 году производил около 10 % советского чугуна и стали.
В 1996 году началась корпоратизация предприятия. ОАО «Макеевский металлургический комбинат» было создано в процессе приватизации арендного предприятия ММК, в соответствии с решением Фонда госимущества. Доля основателей в уставном фонде составила: Фонд госимущества Украины — 62,05 %, организация арендаторов ММК — 37,95 %. В 1997 году было начато дело о банкротстве комбината, которое рассматривалось до тех пор, пока его не закрыли, в связи с объявлением конкурса по продаже контрольного пакета акций.
Комбинат также выставлялся на продажу в 1997 году. По словам Леонида Кучмы, в своё время руководство Макеевского металлургического комбината взяло кредит под гарантии правительства, но не возвратило его. Поэтому государство было «вдвойне» заинтересовано оздоровить финансовую ситуацию на предприятии, лишь бы возвратить заем. Немало проблем были связаны со злоупотреблениями руководства комбината: продукция сбывалась по заниженным ценам, он оброс массой посредников.
В результате остановки доменного и мартеновского цехов с апреля 2009 года должен был быть переименован в «Макеевский прокатный завод».

## Структура ММК

Вид на ММК, работающий в ночную смену

ОСНОВНЫЕ ПРОИЗВОДСТВЕННЫЕ ПОДРАЗДЕЛЕНИЯ:
- Доменный цех 5 доменных печей, шлаковый двор, центральная электро-воздуходувная станция ЦЭВС (6 котлов, 2 электрогенератора), рудный двор (6 рудно-грейферных крана), участок подготовки ковшей, участок разливки чугуна
- Мартеновский цех 11 мартеновских печей, (+8 мартеновских печей в мартеновском цехе № 2 закрытом в 1979 году), шихтовый двор, шлаковый двор, миксерное отделение
- Прокатный цех № 1 Отделение нагревательных колодцев, стан блюминг 1150, непрерывно-заготовочный стан 630, непрерывно-заготовочный стан 530, адъюстаж
- Прокатный цех № 2 Сортовой стан 300 (демонтирован в 1992 году), сортовой стан 350-1, сортовой стан 350-2, проволочный стан 250-1 (демонтирован в 1992 году), проволочный стан 250-2 (заменен на стан 150 в 1992 году)
- Прокатный цех № 3
- Литейный цех Две электродуговые печи, печи вагранки
- Копровый цех Два гидравлических пресса, взрывная яма, крановое оборудование
- Цех подготовки составов ЦПС Стрипперное отделение, отделение чистки изложниц, отделение подготовки составов
- Центральная заводская лаборатория ЦЗЛ
- Отдел технического контроля ОТК

ПОДРАЗДЕЛЕНИЯ ОТДЕЛА ГЛАВНОГО МЕХАНИКА:
- Механический цех
- Вальцетокарный цех
- Цех ремонта металлургических печей ЦРМП
- Цех ремонта прокатного оборудования ЦРПО
- Цех ремонта кранового оборудования ЦРКО
- Цех ремонта металлургического оборудования ЦРМО
- Центральная лаборатория автоматизации и механизации ЦЛАМ

ПОДРАЗДЕЛЕНИЯ ОТДЕЛА ГЛАВНОГО ЭНЕРГЕТИКА:
- Кислородный цех Компрессорное отделение (6 воздушных компрессоров 10МВт, 3 кислородных компрессора 3,2МВт, отделение разделения (2 кислородных блока))
- Теплосиловой цех
- Цех сетей и подстанций ЦСП 77 подстанций, 4 центральные распределительные подстанции, 5 вводов 110кВ, 2 ввода 35кВ
- Цех телефонии и диспетчеризации ЦТД
- Газовый цех
- Цех контрольно-измерительных приборов и автоматики КИП и А
- Электротехническая лаборатория ЭТЛ
- Отдел автоматизированных систем управления технологическими процессами ОАСУ ТП

ПОДРАЗДЕЛЕНИЯ ЗАМ. ДИРЕКТОРА ПО ТРАНСПОРТУ:
- Автотранспортный цех АТЦ
- Железнодорожный цех ЖДЦ Подразделяется на службы, имел 110 локомотивов, локомотивное депо, крановое депо, вагонное депо, участки экипировки и др.)

ПОДРАЗДЕЛЕНИЯ ПОДЧИНЕННЫЕ ГЛАВНОМУ ИНЖЕНЕРУ:
- Отдел сбыта
- Проектный отдел
- Технический отдел
- Производственный отдел
- Лаборатория охраны окружающей среды ЛООС
- Цех подготовки производства ЦПП
- Жилищно-коммунальный отдел ЖКО
- Информационно-вычислительный центр ИВЦ
- Управление торговли и питания УТиП

## Организации и учреждения на балансе предприятия
- Макеевский металлургический техникум имени Владимира Грибиниченко. Макеевский металлургический техникум начиная с 1929 года готовил кадры для нужд предприятия, но на балансе ММК не был и имя Грибиниченко не носил.

## Руководство
- 1945—195? — И. Ф. Белобров

…
- 1933—1937 — Гвахария, Георгий Виссарионович — первый директор комбината[6].

## Известные работники
- Баранов, Александр Александрович
- Марунченко, Павел Поликарпович